# Suure-Kambja
Suure-Kambja – wieś w Estonii, w prowincji Tartu, w gminie Kambja.